# ビリヒハイム
ビリヒハイム (ドイツ語: Billigheim) はドイツ連邦共和国バーデン＝ヴュルテンベルク州ネッカー＝オーデンヴァルト郡に属す町村（以下、本項では便宜上「町」と記述する）。

## 地理

### 位置
ビリヒハイムは、オーデンヴァルト周縁部、モースバッハの東約12kmのバウラント地方にある。石灰質の土地をシェフレンツ川が流れる流域にあたる。
隣接する市町村は、東から時計回りに、ロイクハイム、メックミュール、ノイデーナウ、グンデルスハイム（以上、ハイルブロン郡）、ネッカーツィンメルン、モースバッハ、エルツタール、シェフレンツ（以上、ネッカー＝オーデンヴァルト郡）である。

### 自治体の構成
この街は、アルフェルト、ビリヒハイム、カッツェンタール、ズルツバッハ、ヴァルトミュールバッハの各地区からなる。

## 歴史
この町は、市町村再編の時代に、アルフェルト、ビリヒハイム、カッツェンタール、ズルツバッハ、ヴァルトミュールバッハが合併して成立した。
ヴュルツブルク司教ハインリヒがビリヒハイムに、初めは Closter Bullikhembと記載されているベネディクト会修道院を設けたのは1000年頃に遡る。村は、おそらく、フランケンの土豪であるブリング家によって、もっと以前に創設されたと考えられる。1238年にこの修道院は、シトー派女子修道会の女子修道院となり、13世紀に領主権を失うまで繁栄した。
1361年に村と修道院はマインツ選帝侯領となり、ケラーライ・アルフェルトの管理下に置かれた（「ケラーライ」は、当時の行政区分を意味している）。1462年に宮中伯ルートヴィヒ・フォン・ツヴァイブリュッケンに包囲され、攻撃を受けた。司令官ケックハンス・フォン・ゲンミンゲンの下、この村は防衛に成功し、攻撃側が打撃を受けた。16世紀のドイツ農民戦争や宗教改革で修道院は衰退し、1584年にマインツ大司教ヴォルフガング・フォン・ダルベルクによって廃止された。アルフェルトのケラーライの官吏は、同時にビリヒハイムの農場管理者でもあった。1700年頃にアルフェルト・ケラーライはその本部をビリヒハイムに移転した。
帝国代表者会議主要決議により、1803年にケラーライ・ビリヒハイムは、ライニンゲン＝ビリヒハイム伯としてライニンゲン家の所領となった。この伯は、1803年、村に城を築いたが、この城は1902年に火事に遭い現存しない。
1806年のライン同盟結成以降、ビリヒハイムはバーデン大公領に属した。この町は、アムト・モースバッハ、1836年からはモースバッハ郡に属した。1973年にこの郡が廃止され、ネッカー＝オーデンヴァルト郡の所属となった。

### 宗教
ビリヒハイムとこれに含まれる地区は、歴史的に、マインツ選帝侯あるいはドイツ騎士団の所領であった場所で、ローマ・カトリック教会が優勢である。現在では、プロテスタントの教会組織も町にある。

## 行政

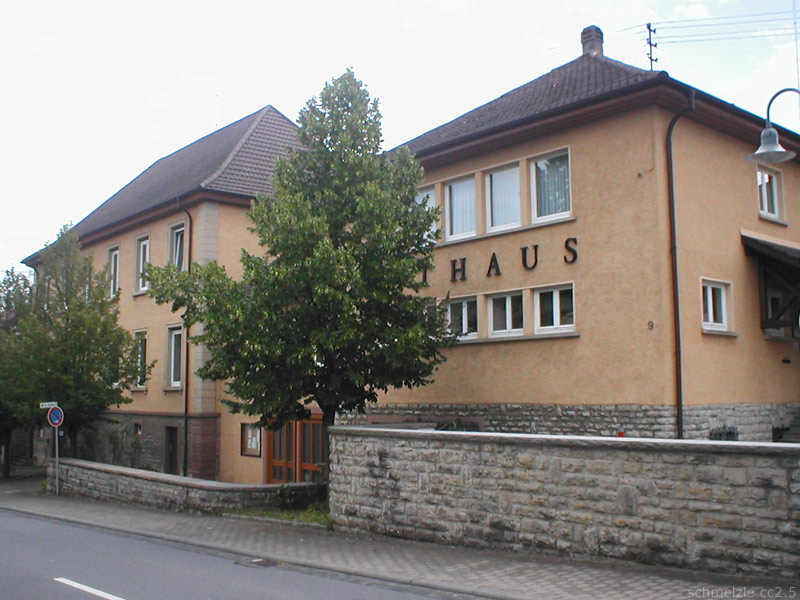
ビリヒハイムの町役場

### 議会
ビリヒハイムの議会は20議席からなる。

### 紋章
上下二分割。上部は青地で、金（黄色）の司教杖と金（黄色）のクローバーの葉型飾りのついた総司教十字が斜めに交差している。どちらにも銀（白）の布が掛けられている。下部は、銀地（白地）に8本スポークの輪。司教杖と十字架の意匠は、かつてビリヒハイムにあった女子修道院を、輪は1803年から統治権を有したマインツ選帝侯を（このデザインを、マインツァー・ラートと呼ぶ）示している。

### 友好都市
- Óbuda-Békásmegyer（ハンガリー、ブダペスト3区）

## 経済と社会資本

### 交通
1965年までは、オーバーシェフレンツ（ここで鉄道網と接続する）までのシェフレンツタール鉄道がこの町を通っていた。

## 文化と見所

### 建築

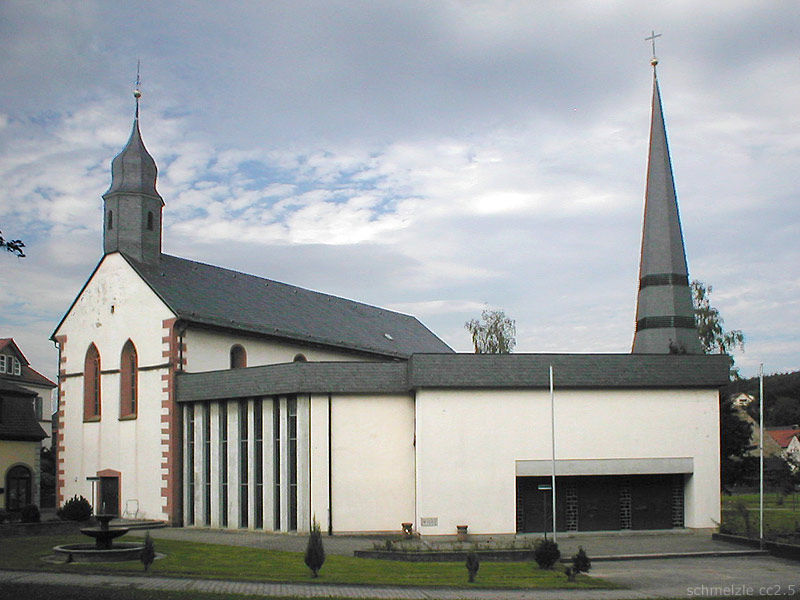
聖ミヒャエル教区教会

ビリヒハイムの中心部にカトリックの教区教会である聖ミヒャエル教会がある。この教会は、12世紀にビリヒハイム修道院の修道院教会として建設された。1584年の修道院閉鎖後に、遺された修道院教会は放置されていた。1971年から75年に教会は新築され、拡張工事や塔の増築を経て、現在の姿に拡大された。長堂のオーク材でできた屋根組みは12世紀のもので、大変に貴重なものである。
聖ミヒャエル教区教会の近くに、事務所建築Remiseがある。この建物は、解体された修道院の石材を使って1625年に建設された建物で、1970年代から幼稚園として使われている。Remiseには、大司教ヨハン・シュヴァイクハルト・フォン・クロンベルクの紋章が掲げられている。
特徴的な鐘塔をもつ旧学校兼町役場は、1838年に建設された。町には、多くの歴史的な農家やキリスト像が遺されている。
アルコ広場には、ゴシック様式の旧教区教会のアプスが遺されている。この場所には、9世紀または10世紀にはすでに木造の礼拝堂があり、大天使ミカエルが奉られていた。ここには、町の墓地もあった。礼拝堂は11世紀または12世紀に火災で焼失した。13世紀に、その後継としてゴシック様式の聖ミヒャエル教区教会が建設された。この教会堂は、修道院が閉鎖されるまで教区教会として用いられていた。修道院教会が教区教会として用いられるようになると、この古い建物は、まず墓地礼拝堂として用いられた。この広場の名前は、広場を設けたライニンゲン＝ビリヒハイム伯夫人ガブリエーレ・フォン・ライニンゲンの旧姓アルコに因んだものである。

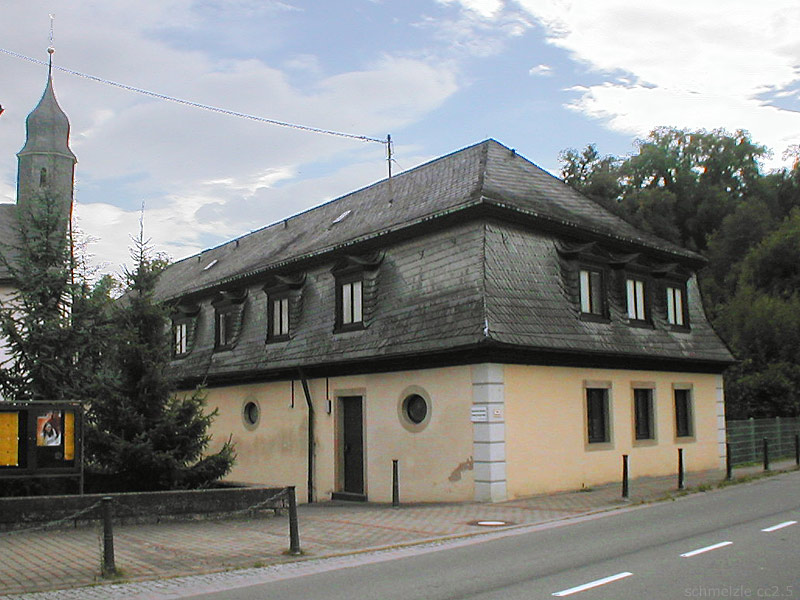
Remise
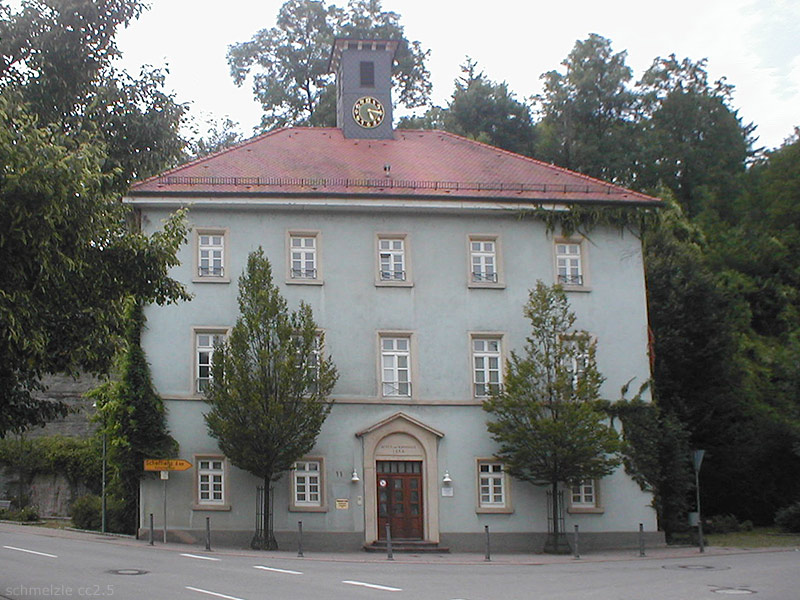
旧町役場
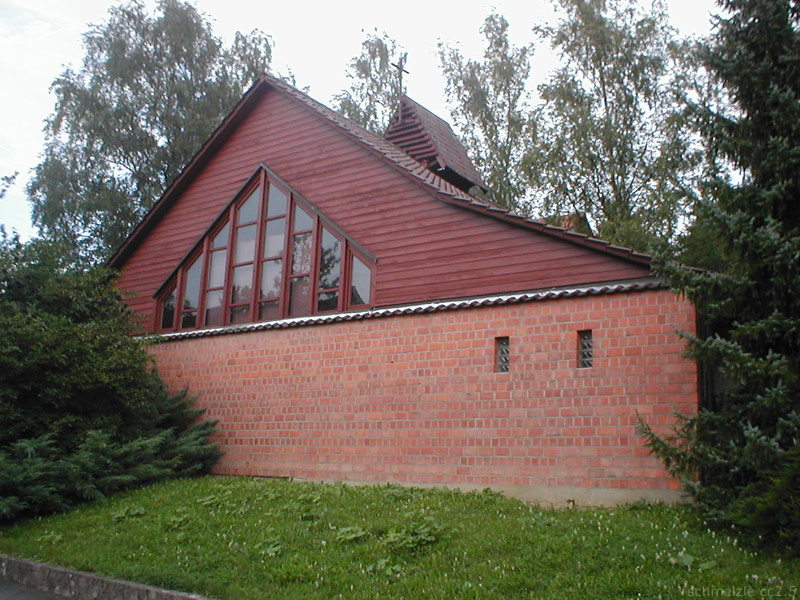
プロテスタント教会
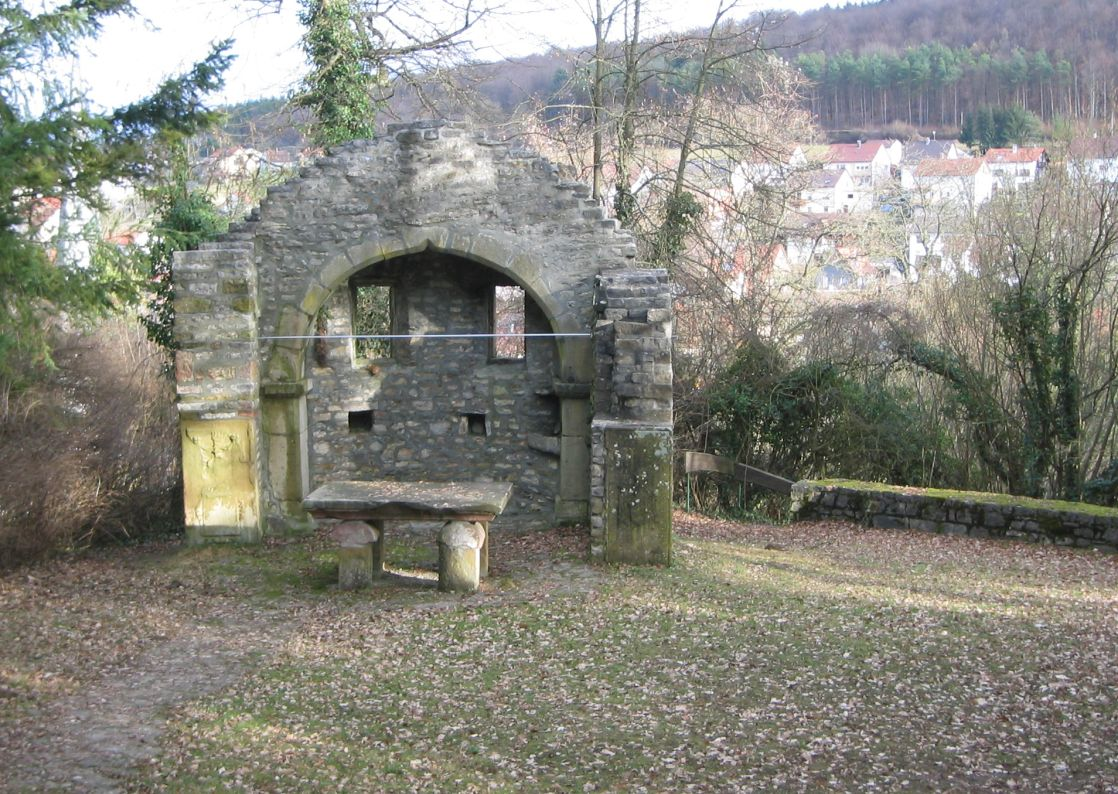
アルコ広場

## 人物

### 出身者
- カール・リッター・フォン・ゲーベル（1855年 – 1932年）植物学者

## 引用
1. ↑  Statistisches Landesamt Baden-Württemberg – Bevölkerung nach Nationalität und Geschlecht am 31. Dezember 2023 (CSV-Datei)